# Renonquet
Renonquet ou Renonpuet, est une petite île Anglo-Normande située à moins de deux kilomètres à l'ouest de l'île de Burhou.

## Géographie
Il s'agit d'un îlot rocheux inhabité situé à une quarantaine de kilomètres au nord-est de Saint-Pierre-Port. Renonquet mesure une centaine de mètres de longueur ; son point culminant est à 8,8 mètres.